# Douglas McIlroy
Douglas McIlroy   (Newburgh, 24 d'abril de 1932) és un matemàtic, informàtic, enginyer i programador conegut per la seva feina dins el grup de desenvolupadors del Unix original als laboratoris Bell.
Mcllroy va obtenir el títol de grau en enginyeria física a la universitat de Cornell el 1954, i el títol de doctor en matemàtiques aplicades al MIT el 1959 per la seva tesi On the Solution of the Differential Equations of Conical Shells.
Va començar a treballar als laboratoris Bell el 1958. A partir del 1965 i fins al 1986 va ser el cap del departament de recerca en tècniques de computació (Computing Techniques Research Department), on va néixer el sistema operatiu Unix. Va ser responsable de la creació dels pipelines d'Unix, l'enginyeria de software basada en components, i diverses eines per Unix, com ara spell, diff, sort, join, graph, speak i tr.
El 1997 es va retirar dels laboratoris Bell i va agafar una plaça de professor adjunt (adjunt professor) a la universitat de Darmouth.